# Подільське (Золотоніський район)
Поді́льське — село в Україні, у Золотоніському районі Черкаської області. Входить до складу Новодмитрівської сільської громади. Розташоване на рівнинній місцевості за 8 км на північний захід від районного центру — міста Золотоноша. Населення — 764 особи (на 2007 рік).

## Населення

### Мова
Розподіл населення за рідною мовою за даними перепису 2001 року:
| Мова       | Кількість | Відсоток |
| ---------- | --------- | -------- |
| українська | 750       | 97.15%   |
| російська  | 17        | 2.20%    |
| вірменська | 4         | 0.52%    |
| білоруська | 1         | 0.13%    |
| Усього     | 772       | 100%     |

## Історія
На околицях села височать скіфські кургани та козацькі могили.
Перша писемна згадка про це поселення відноситься до 1753 року, згадується Моцоків хутір, пізніш хутір Моцока. «Описи Київського намісництва», датовані 1787 роком фіксують назву «Подольской хутор». Документальні джерела кінця XIX — початку ХХ століття фіксують обидві назви — Подільське і Моцоківка.
Назва «Моцоківка» походить від прізвища власника хутора — Георгія Моцока: «Зайшлим на Переяславщину із Слобожанщини був рід Моцоків. Його основоположник Георгій (?-1688-1708-?) був полковником. Григорій Георгійович (1709-1775-?) — полковий хорунжий переяславський (1735—1765). У 1775 р. був ще живий і проживав у Золотоноші як абшитований полковий хорунжий. У цей час він був уже вдівцем, поховавши дружину Пелагею Павлівну Черняхівську. З його біографії слід відзначити той факт, що протягом 1727—1731 pp. він був кур'єром при гетьманові Апостолі, а в 1731—1735 pp. — значковим товаришем. У 1775 р. мав 85 підданих, з яких 50-у Золотоноші, 25 — у Гельмязові, 10 — у с. Великій Каратулі. Він був швагром бунчукового товариша Степана Васильовича Томари. Його син Микола Григорович (1744-1782-?) службу розпочав 22 травня 1761 р. полковим канцеляристом, був значковим товаришем (10 серпня 1766—1768), полковим хорунжим переяславським (30 січня 1768—1772), полковим обозним переяславським (3 листопада 1772—1780). Брав участь у турецькому поході. Прем'єр-майор (з 10 січня 1780). У 1774 р. жив при батькові і піддані не були розділені. У 1782 р. тримав 4 хати в хуторі поблизу Золотоноші і 30 куплених душ у с. Дворячне Золочівського повіту Харківського намісництва. Другий син Семен Григорович (1750-?) — прапорщик Азовського піхотного полку, (1775), підпоручик у відставці, проживав у с. Великій Каратулі, у 2-х повітах мав 37 хат.»(1).
Селище було приписане до Миколаївської церкви у Сенківцях
Нинішня назва села вказує на його розташування «по долу» — на низовині.
Селище є на мапі 1816 року як Подольский хутор
У 1862 році у власницькому селищи Подольська жило 118 особ (64 чоловичої та 54 жиночої статі)
На початку XX століття хутір належав Піщанській волості. Переписом 1926 року Подільське зафіксоване як село, належало Коврайській сільській раді. На той час в селі було 108 дворів і мешкав 481 чоловік.
Під час Голодомору в 1932—1933 роках в селі від голоду помер 61 чоловік. В роки радянсько-німецької війни загинуло 56 мешканців села.
У другій половині 60-х років ХХ століття утворено племінний радгосп-репродуктор «Подільський». Господарство спеціалізувалося з виробництва яєць племінних курей м'ясних порід для бройлерних фабрик всієї України. У 70-х роках був збудований потужний птахокомплекс на 72 тисячі голів птиці. Прибуток перевищив мільйон карбованців, а від так стала розвиватися соціальна сфера. Було збудовано 9 двоповерхівок, будинок культури, школа, дитсадок, фельдшерсько-акушерський пункт.
В 1978 році утворену Подільську сільську раду (раніше село належало Новодмитрівській сільській раді).
З 1992 року почався спад у господарстві села. Птахівництво вдалося відродити завдяки приватній фірмі «Надія», яка взяла в оренду пташники. Тепер це Золотоніська птахофабрика.

## Галерея

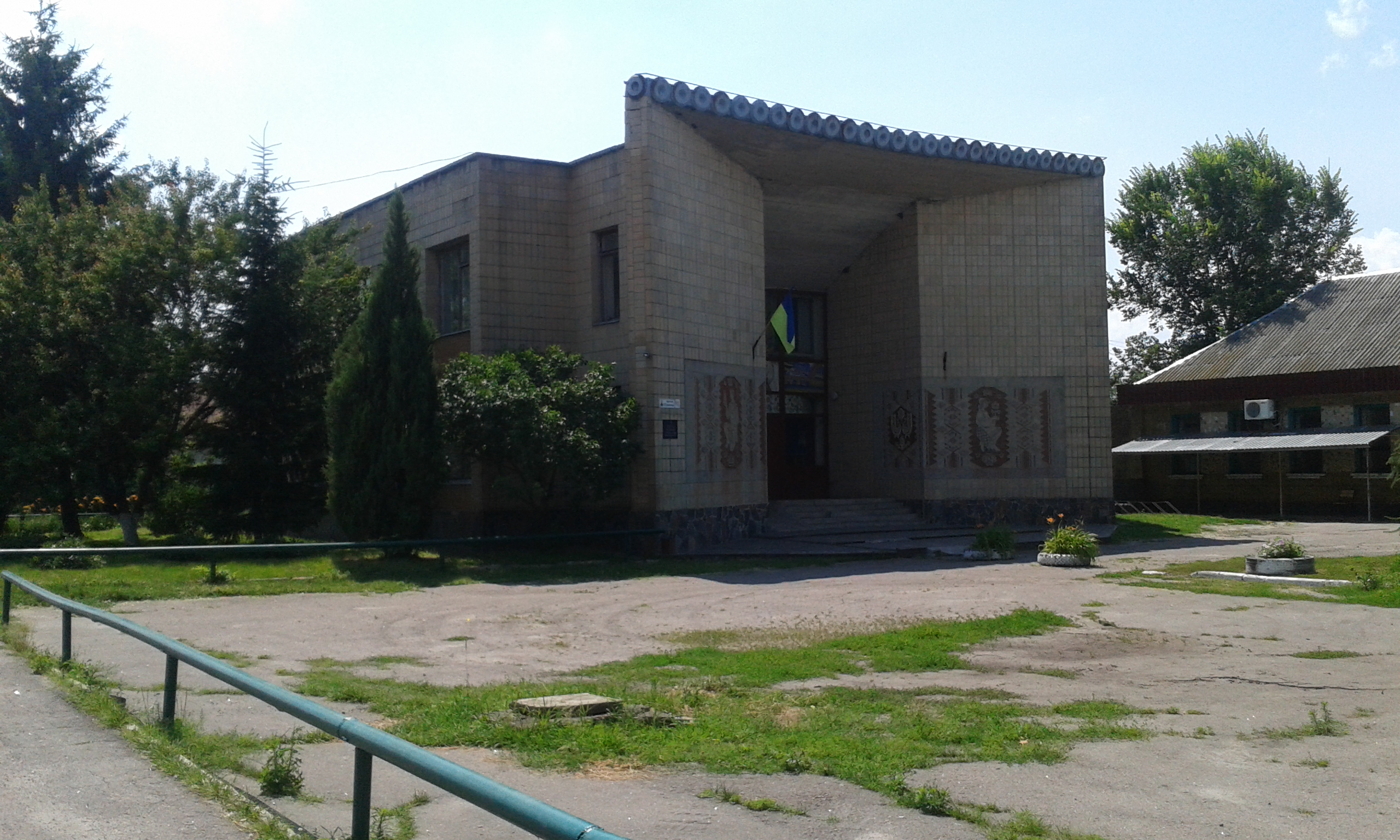
Сільська рада
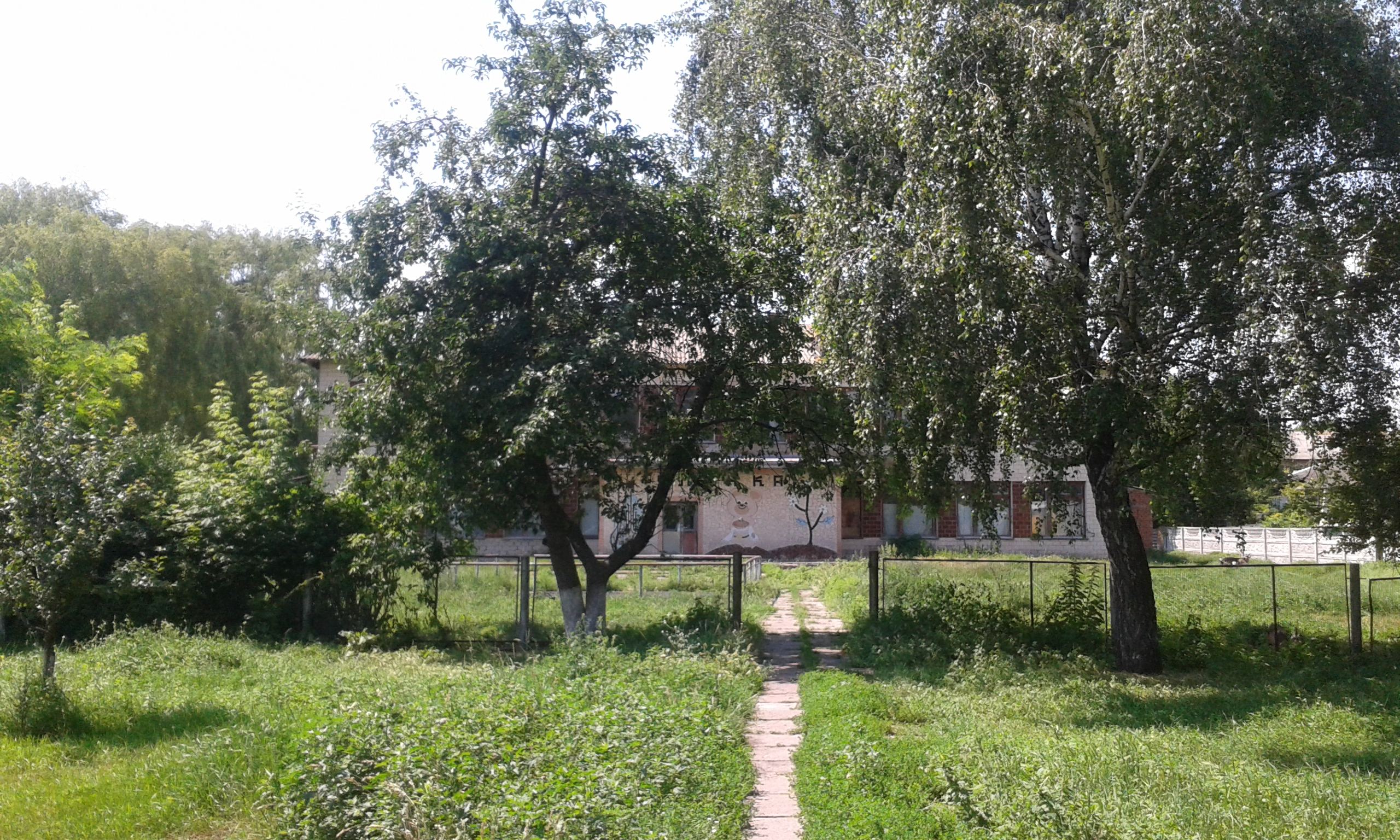
Колишній дитячий садок
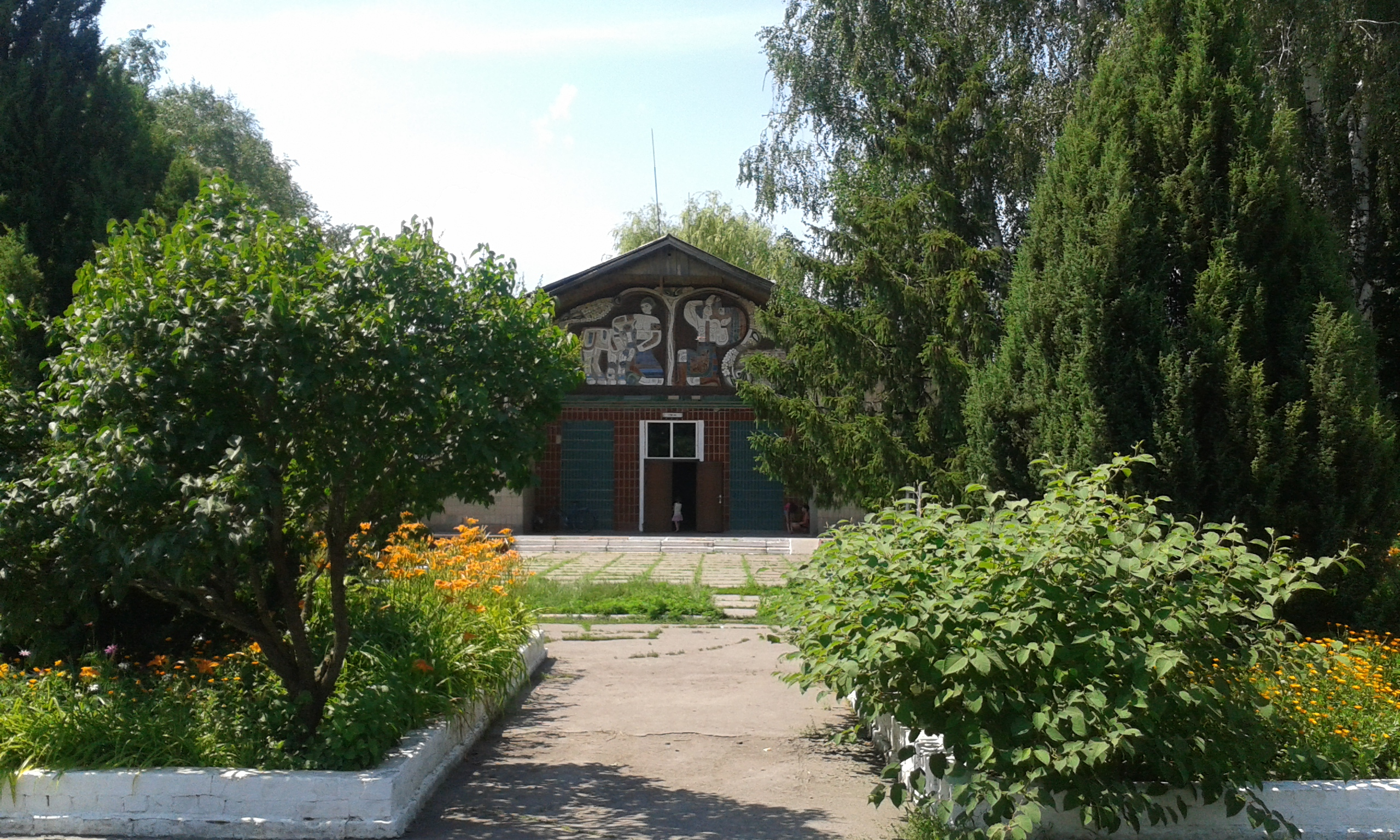
Сільський будинок культури
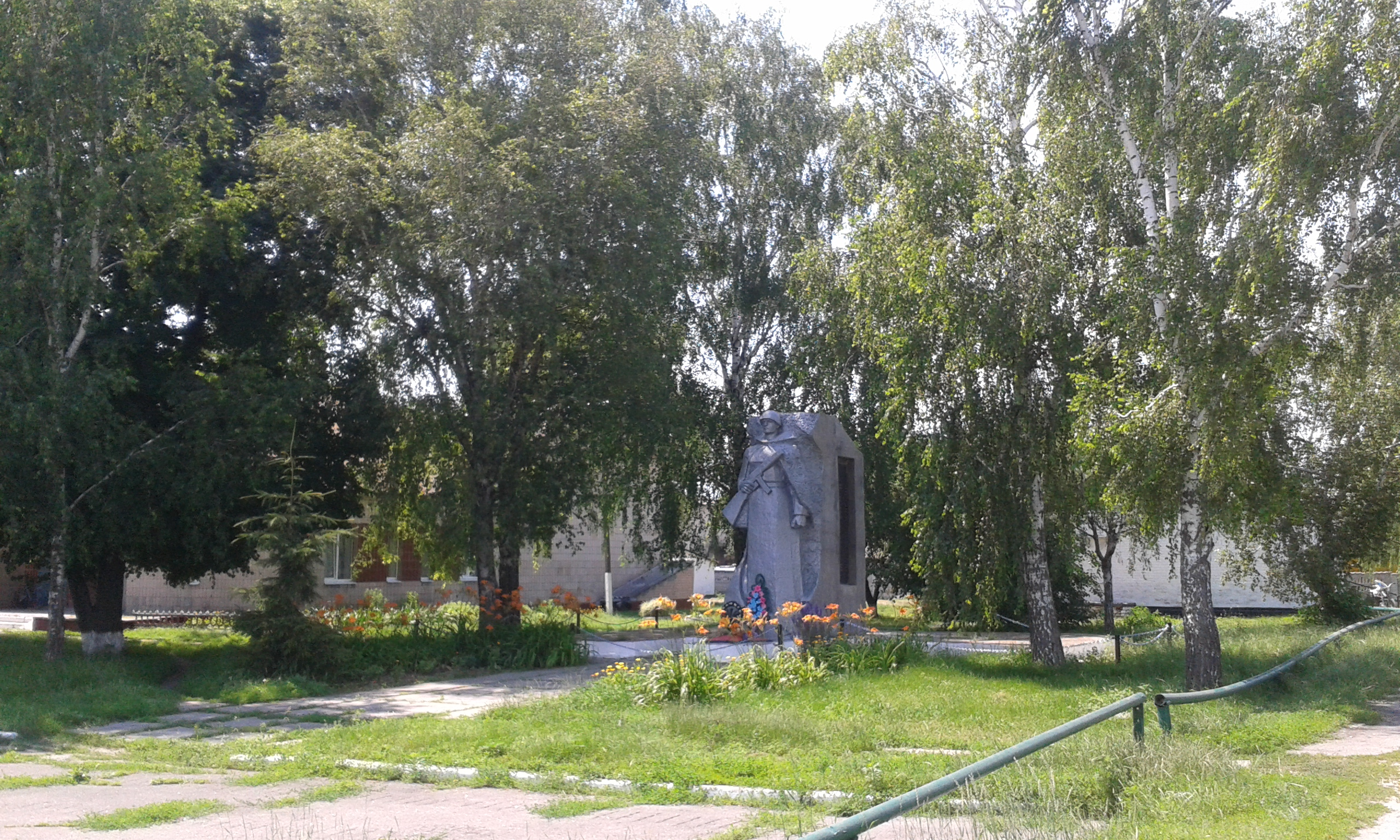
Пам'ятник загиблим воїнам у центрі села
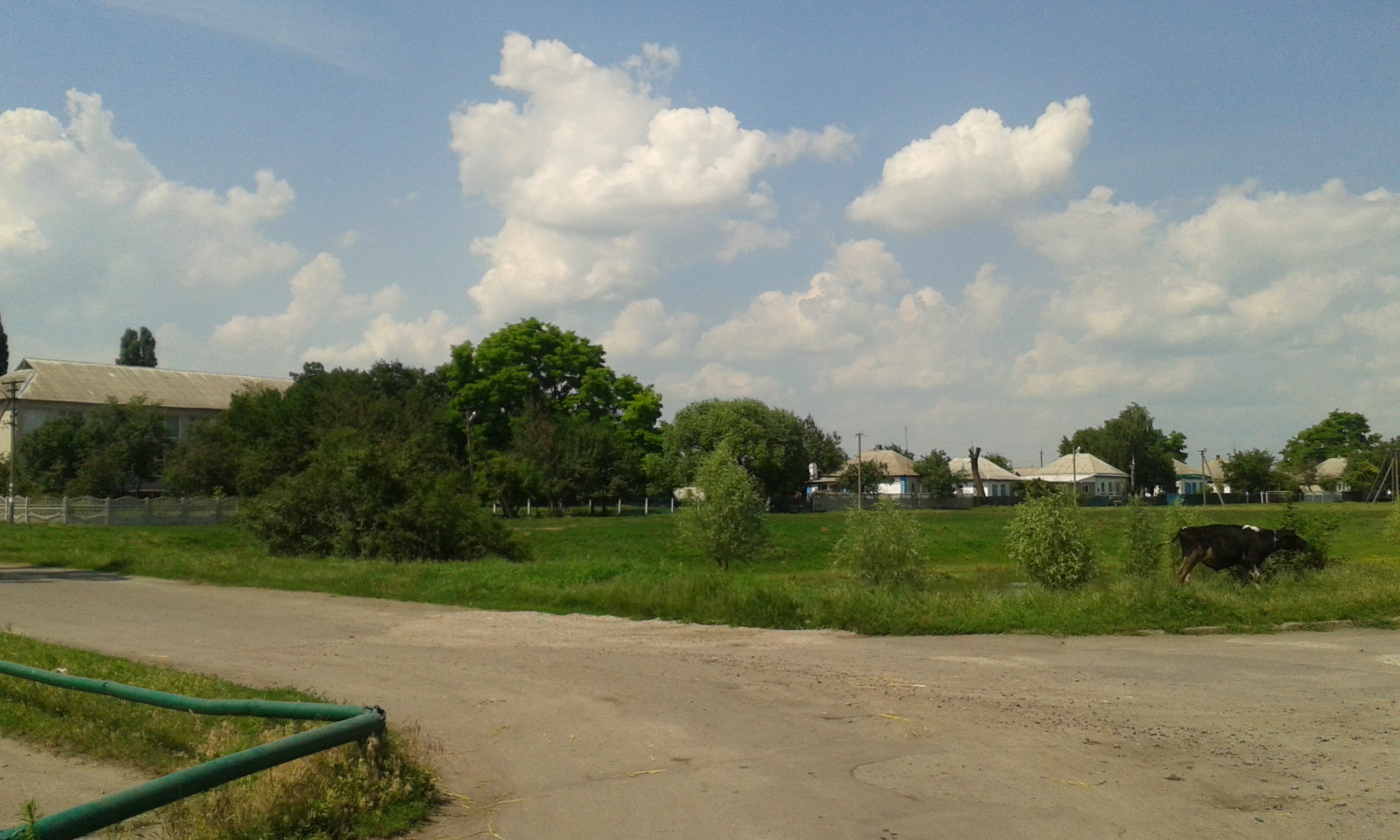
Центральне перехрестя
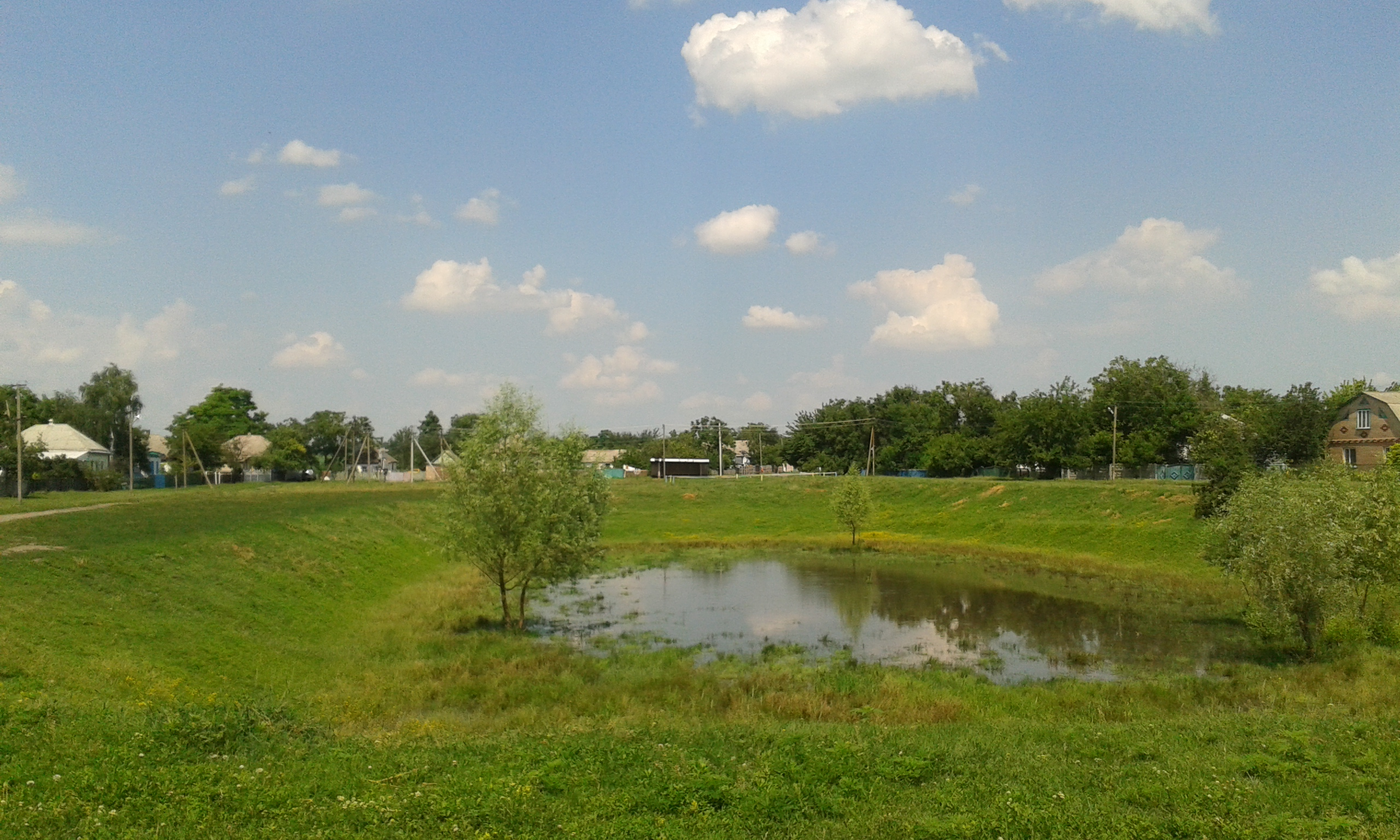
Озеро (те, що від нього залишилося) в центрі села
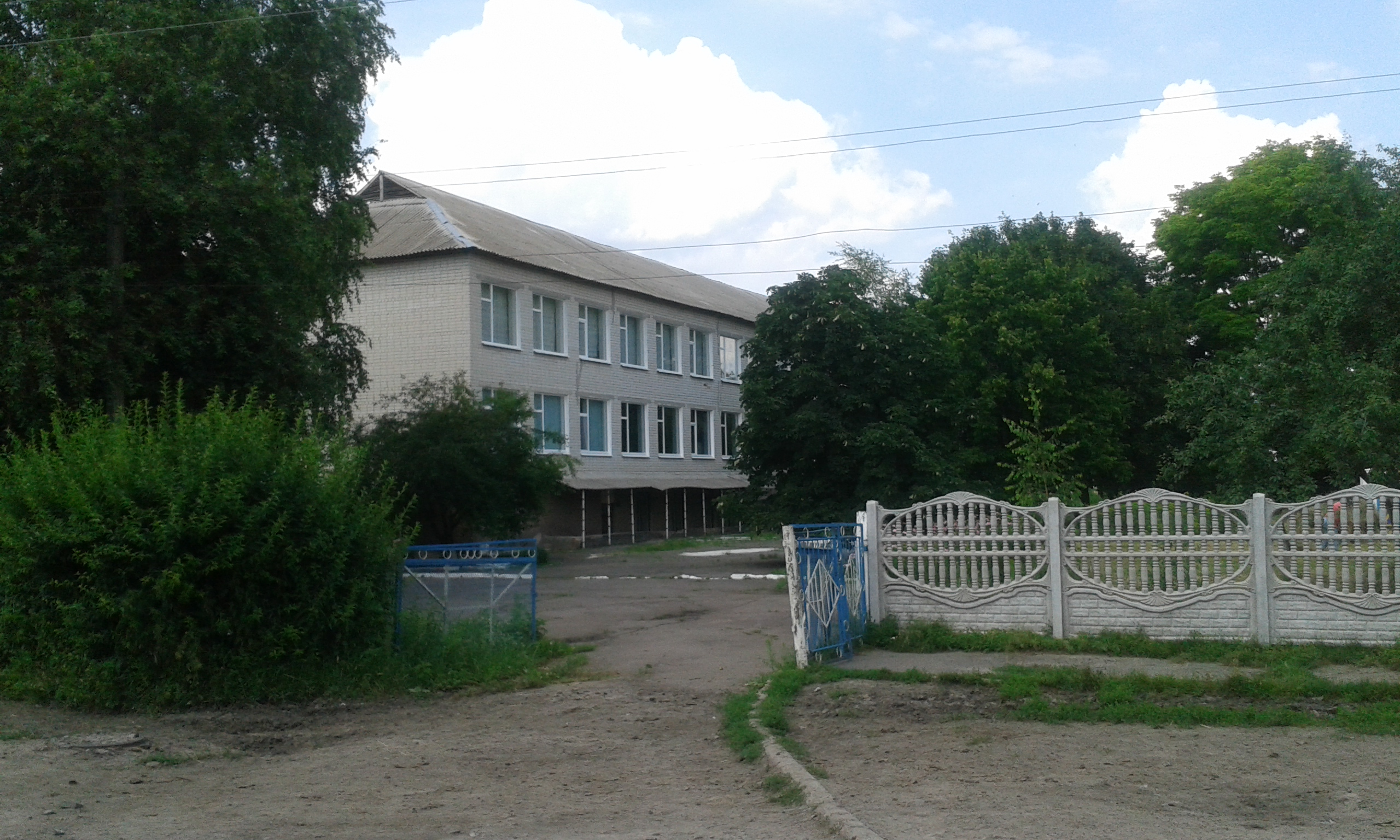
Школа
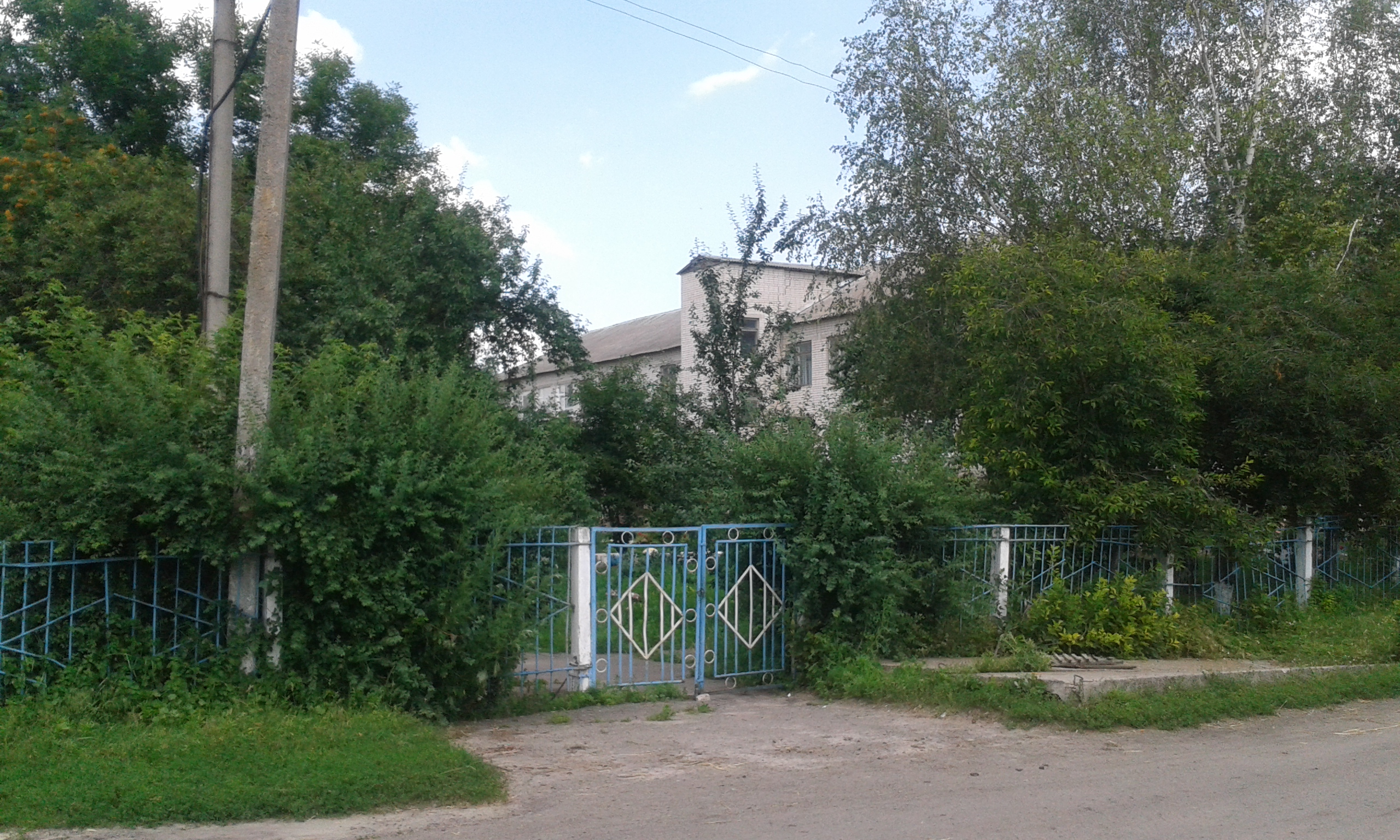
Школа — центральний вхід
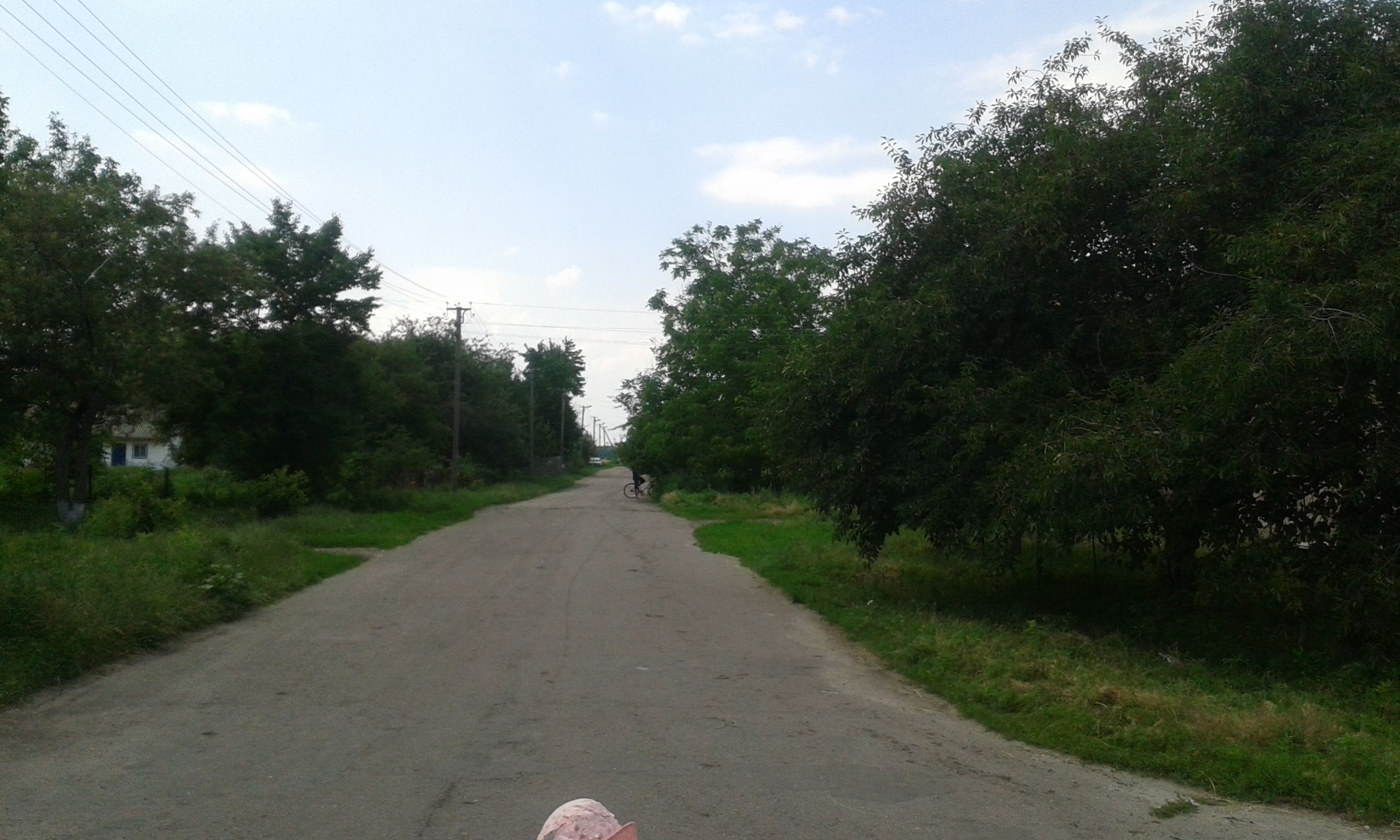
вул. Макаренка